# Salsa lionesa
La salsa lionesa és una salsa de la cuina francesa. Es tracta d'una salsa elaborada amb cebes saltades en mantega i reduïdes en vi blanc i vinagre i demi-glace (o salsa espanyola). Es cuina a foc lent en mantega 100 grams de ceba picada. Es redueix en dues terceres parts, un decilitre de vi blanc i un de vinagre. Es mulla amb quatre decilitres de salsa demi-glace. Es fa bullir cinc minuts i es passa per l'estamenya. S'utilitza en la preparació de gratinats i per acompanyar carns o verdures.
Es tracta d'una salsa molt emprada en les preparacions de la cuina de la ciutat francesa de Lió. Algunes variants inclouen herbes aromàtiques com l'estragó. En algunes ocasions es poden emprar trossets de carn en lloc del demi-glace.

## Història
Se suposa que la salsa lionesa ha estat inventada per Philippe de Mornay (1549-1623), els anys 1600. També se li atribueix haver inventat la salsa Mornay, la salsa beixamel, la salsa chasseur i la salsa al porto.